# Северо-Гвинейская возвышенность
Се́веро-Гвине́йская возвы́шенность — возвышенность в Западной Африке, расположенная в географической области Верхняя Гвинея, протягивающаяся параллельно побережью Атлантического океана и Гвинейского залива от районов истоков рек Нигер, Сенегал и Гамбия на западе до нижнего течения Нигера на востоке.
Северо-Гвинейская возвышенность состоит из гор и плоскогорий, которые являются выступами Африканской платформы. Высоты в восточной части составляют 300—500 м, на западе, в массиве Фута-Джаллон и Леоно-Либерийской возвышенности, — до 500—1000 м и более. Высшая точка — гора Бинтимани (1948 м). На засушливых северных склонах преобладают листопадные саванные леса и высокотравные саванны. Южные наветренные склоны возвышенности более крутые; они сильно расчленены многочисленными реками и покрыты главным образом влажными вечнозелёными и листопадно-вечнозелёными лесами.